# 梅什吉尼亚塔
梅什吉尼亚塔是葡萄牙波尔图区的一个堂区。总面积3.16平方公里，总人口408人，人口密度129.1人/平方公里。